# بيوسيانين
بيوسيانين هو أحد السموم العديدة التي تنتجها وتفرزها البكتيريا سالبة الغرام المعروفة باسم الزائفة الزنجارية.
مُركّب البيوسيانين مستقلب ثانوي أزرق اللون له القدرة على أكسدة وتقليل الجزيئات الأخرى، وبالتالي قتل الميكروبات التي تنافس الزائفة الزنجارية، كما يقتل خلايا الثدييات في الرئتين التي أصابتها بكتيريا الزائفة الزنجارية نتيجة لمرض التليف الكيسي.
يستطيع مُركّب البيوسيانين عبور غشاء الخلية بسهولة، نظراً لأنّه عبارة عن أيون مزدوج عند درجة حموضة الدم. هناك ثلاث حالات مختلفة يمكن أن يوجد فيها مُركّب البيوسيانين:
- بيوسيانين مؤكسد
- بيوسيانين مخفض أحادي التكافؤ
- بيوسيانين مختزل ثنائي التكافؤ

تلعب الميتوكوندريا دورًا هامّاً في تدوير البيوسيانين بين حالات الأكسدة والاختزال. ويولد البيوسيانين، نظراً لخصائصه النشطة في الأكسدة والاختزال، أنواعًا من مركبات الأكسجين التفاعلية.

## الإنتاج
تمتلك بكتيريا الزائفة الزنجارية جينين وظيفيين محددين مسؤولين بشكلٍ رئيسي عن إنتاج البيوسيانين، وهما:
- الجين MvfR: وهو الجين الذي ينتج عامل نسخ ينشط جينات phnAB.
- جينات phnAB: تنتج هذه الجينات جزيء الكينولون الذي ينظم بعد ذلك الأوبرين 1 و 2 من phzRABCDEFG والتي تعد مفتاحًا لتخليق الفينازين.[3]

يتم التحكم في تخليق البيوسيانين بشكل أساسي من خلال عملية استشعار النصاب. يمكن لسلالات بكتيريا الزائفة الزنجارية غير القادرة على إنتاج البيوسيانين الاستفادة من تأثيره إذا أصابت رئة سبق إصابتها من قبل بسلالات من النوع البري الذي يستطيع أن تنتج البيوسيانين. يمكن مضاعفة التخليق الحيوي عن طريق تعطيل مسار أرو المسؤول عن تخليق حمض الشيكيميك من الشيكيمات. يُعتبر حمض الشيكيميك مُركّباً طليعيّاً لتخليق البيوسيانين.
لا يمكن اختبار الفوعة الكاملة لبكتيريا الزائفة الزنجارية إلا عند إنتاج البيوسيانين.

## التخليق الحيوي

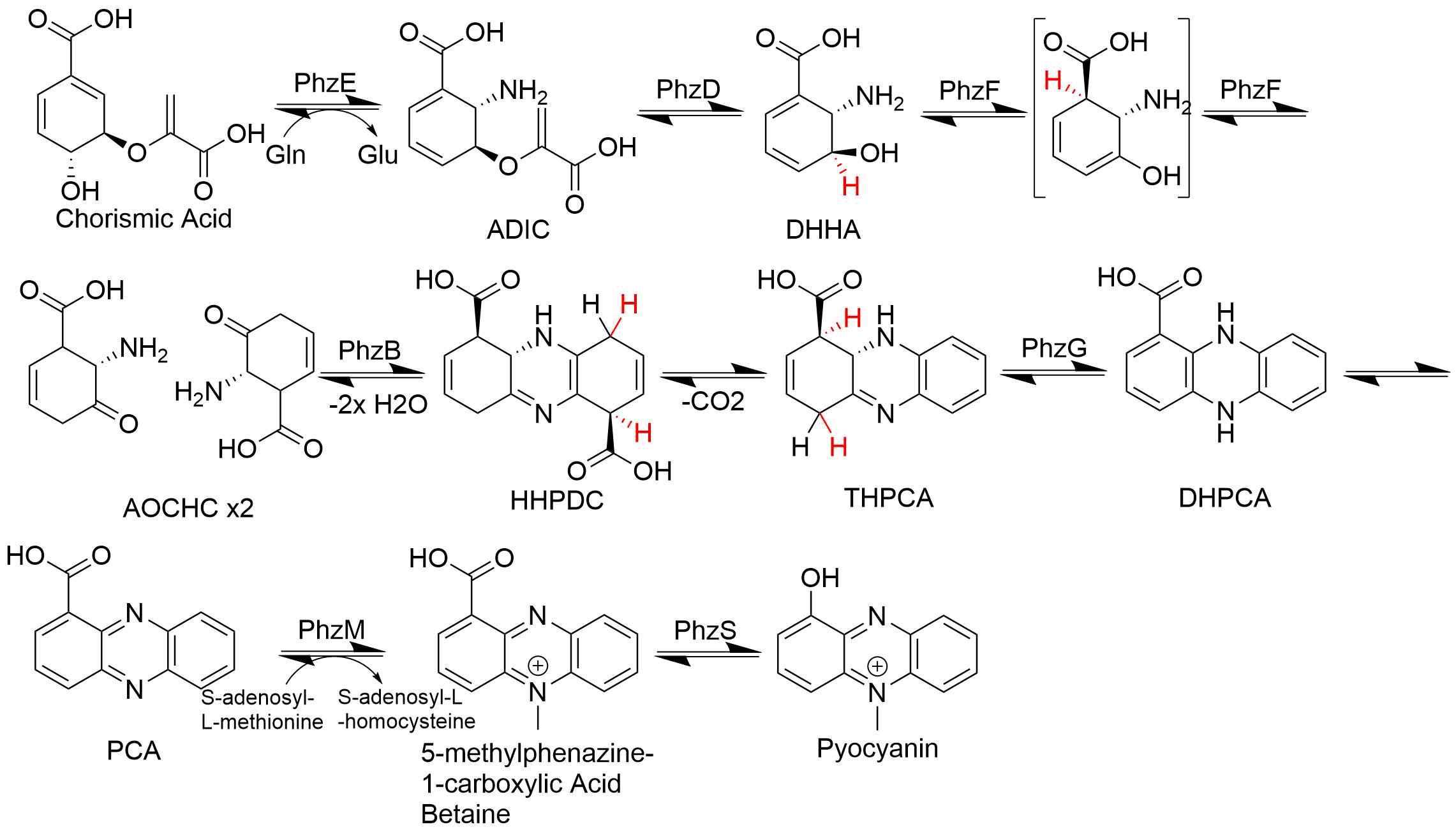
التخليق الحيوي للبيوسيانين من الزائفة الزنجارية. اللون الأحمر لتمييز الهيدروجين المستخرج خلال الخطوة الأنزيمية الثانية.

يبدأ التخليق الحيوي مُركّب البيوسيانين بتخليق نواة حمض الفينازين-1 كربوكسيليك. ويحفز الإنزيم PhzE في هذا التفاعل فقدان مجموعة الهيدروكسيل المرتبطة بذرة الكربون الرابعة في حمض الكوريزميك، كما يحفّز نقل مجموعة أمين من الجلوتامين لتكوين حمض الجلوتاميك وحمض 2-أمينو-2-ديوكسي إيزوكوريزميك. يحفّز الإنزيم PhzD أيضاً الإزالة المائية لشق البيروفات من حمض 2-أمينو-2-ديوكسي إيزوكوريزميك لتكوين حمض 5،6 كبريتيد-6-أمينو-1،3هيدروكسي سيكلوهكسادييف-1-الكربوكسيليك.
ثم يُحفّز الإنزيم PhzF في الخطوة التالية نزع الهيدروجين المرتبط بذرة الكربون الثالثة من حمض 2-أمينو-2-ديوكسي إيزوكوريزميك لتكوين حمض 5،6 كبريتيد-6-أمينو-1،3هيدروكسي سيكلوهكسادييف-1-الكربوكسيليك، وإلغاء تحديد موقع نظام الرابطة المزدوجة وإعادة التنضيد في ذرة الكربون الأولى، بالإضافة إلى عملية تكوين تاوتوميرات الإينول لتشكيل مصاوغ غير مستقر للغاية من حمض 6-أمينو-5-أوكسوسيكلوهكس-2-إيني-1-كربوكسيليك.
يعمل بعد ذلك الإنزيم PhzB على تكثيف جزيئين من حمض 6-أمينو-5-أوكسوسيكلوهكس-2-إيني-1-كربوكسيليك لتكوين مُركّب ثلاثي الحلقات من حمض هيكسايدروفينازين -16- ثنائي الكربوكسيليك، وهو حمض غير مستقر ويخضع تلقائيًا لنزع الكربوكسيل المؤكسد في تفاعل غير محفز لتكوين حمض رباعي هيدروفينازين -1،6-كربوكسيليك.
في الخطوة النهائية لتخليق حمض الفينازين -1-الكربوكسيلك، يحفز الإنزيم PhzG أكسدة حمض رباعي هيدروفينازين -1،6-كربوكسيليك إلى حمض ثنائي هيدرو-فينازين-1-كربوكسيليك. وتكوهذه هي الخطوة الأخيرة المحفزة في إنتاج الأنيسول خماسي الكلور، وتكون الخطوة الأخيرة هي الأكسدة غير المحفزة لحمض 2-هيدروكسيل-فينازين-1-الكربوكسيليك إلى حمض فينازين-1-الكربوكسيليك.
يتحوّل حمض فينازين-1-الكربوكسيليك في النهاية إلى البيوسيانين من خلال خطوتين أنزيميتين، ففي الخطوة الأولى يتم ميثلة ذرة النيتروجين الخامسة في حمض فينازين-1-الكربوكسيليك فيتحوّل إلى ميثيل الفينازين-1-5-كربوكسيلات البيتايين بواسطة إنزيم PhzM وباستخدام العامل المساعد إس-أدينوسيل-إلميثيونين، وفي الخطوة الثانية يحفّز الإنزيم PhzS الهيدروكسيل نزع الكربوكسيل من هذه الركيزة لتكوين المنتج النهائي من البيوسيانين.

## تفاعلات الأكسدة والاختزال
يعمل مُركّب البيوسيانين على تثبيط نشاط إنزيم الكاتلاز عن طريق تقليل نسخ الجين، وكذلك عن طريق الاستهداف المباشر للإنزيم نفسه. ويُعدّ مُركّب الجلوتاثيون أحد مضادات الأكسدة الهامة التي يعمل البيوسيانين على تعديلها. حيث يستنفد بيروكسيد الهيدروجين الذي لم يتفكك بفعل الكاتلاز باستنفاد تجمع الشكل المختزل بينما يعزز الشكل المؤكسد.
في الرئة المصابة بداء التليف الكيسي، يحول البيوسيانين جزيئات الأكسجين داخل الخلايا إلى شق فوق الأكسيد الحر عن طريق أكسدة فوسفات ثنائي نيوكليوتيد الأدينين وأميد النيكوتين إلى أيون موجب من فوسفات ثنائي نيوكليوتيد الأدينين وأميد النيكوتين ممّا يسبّب تأثيراً سلبيّاً مضاعفاً على الرئتين حيث يستنفد فوسفات ثنائي نيوكليوتيد الأدينين وأميد النيكوتين الذي يستخدمه البيوسيانين كركيزة متاحة للتفاعل المحفز بواسطة إنزيم أوكسيداز فوسفات ثنائي نيوكليوتيد الأدينين وأميد النيكوتين، كما يمكن لشق فوق الأكسيد الناتج أن يثبط السيتوكينات مثل الإنترلوكين-4، والإنترلوكين-13، وإنترفيرون غاما، والتي عادةً ما تنظم إنزيم أوكسيداز فوسفات ثنائي نيوكليوتيد الأدينين وأميد النيكوتين. لوحظ أيضاً أنّه عندما تواجه الرئة البيوسيانين، تحدث زيادة في تركيز الكاتلاز وفوق أكسيد ديسموتاز الفائق للتعامل مع الكم الهائل الذي يتم إنتاجه من شق فوق الأكسيد.

## الاستهداف
يستطيع مُركّب البيوسيانين استهداف مجموعة واسعة من المكونات والمسارات الخلوية، والتي تشمل سلسلة نقل الإلكترون، ومسارات النقل الحويصلي، ومسارات نمو الخلايا. هناك قابلية محسّنة للبيوسيانين تظهر في الخلايا التي تحتوي على بعض البروتينات أو المركبات التي حدثت بها بعض الطفرات. تؤثر الطفرات في الجينات على تخليق فسفاتاز ثلاثِي فسفاتِ الأَدينوزين وتجميعه، كما تمنح مسارات النقل الحويصلي، ومسارات فرز البروتين حساسية متزايدة للبيوسيانين مما يعزّز من تأثير التليف الكيسي على المريض.
يُعتبر فسفاتاز ثلاثِي فسفاتِ الأَدينوزين الحويصلي في خلايا الخميرة هدفاً قويّاً بشكل خاص لأنه المنتج الرئيسي غير الميتوكوندري من فسفاتاز ثلاثِي فسفاتِ الأَدينوزين، إلّا أن له أيضًا العديد من الوظائف الأخرى مثل التحكم في استتباب الكالسيوم، وتسهيل الالتقام الخلوي بوساطة المستقبلات، وانحلال البروتينات. لذا، فإنّ تثبيط فسفاتاز ثلاثِي فسفاتِ الأَدينوزين الحويصلي باستخدام بيروكسيد الهيدروجين الذي ينتجه البيوسيانين يكون له عواقب وخيمة على الرئة. يستهدف البيوسيانين أيضاً بالإضافة إلى التأثيرات سالفة الذكر هدفاً آخر، وهو البروتياز الذي يشبه الكاسباس-3 والذي يمكن أن يستمر بعد ذلك ليبدأ موت الخلايا المبرمج والنخر. تتعرض حاملات إلكترون الميتوكوندريا يوبيكوينون وحمض النيكوتين أيضًا للبيوسيانين.
يمكن أن تتأثر دورة الخلية بفعل البيوسيانين، والذي يمكن أن يعيق تكاثر الخلايا الليمفاوية من خلال توليد مركبات أكسجين تفاعلية مثل بيروكسيد الهيدروجين، وفوق الأكسيد، والتي تسبب الإجهاد التأكسدي عن طريق إتلاف الحمض النووي مباشرة أو عن طريق استهداف المكونات الأخرى لدورة الخلية مثل إعادة تركيب الحمض النووي، ومسارات الإصلاح. يساهم البيوسيانين في عدم تناسق نشاط البروتياز ومضاد البروتياز من خلال تعطيله لمثبط إنزيم الألفا -1-البروتياز.

## دوره في مرض التليف الكيسي
خلصت العديد من الدراسات إلى أنّ مُركّب البيوسيانين يؤثّر تأثيراً بالغ السوء في مرض التليف الكيسي حيث أنّه يمكّن بكتيريا الزائفة الزنجارية من البقاء في التليف الكيسي الرئوي، وغالباً ما يتم اكتشافه في بلغم مرضى التليف الكيسي. يمتلك مُركّب البيوسيانين في المختبر القدرة على التداخل مع بعض الوظائف مثل تحريك الأهداب ممّا يسبّب خللاً في الظهارة الحلقية حيث تكون الأهداب ضروريّة لاكتساح المخاط الموجود في الحلق. كما يضاعف مُركّب البيوسيانين معدلات موت الخلايا المبرمج للخلايا المتعادلة، وإفراز الغلوبولين المناعي من الخلايا الليمفاوية البائية، وإطلاق الإنترلوكين (مثل خامس كلوريد الكربون والإنترلوكين 8) ممّا يضعف جهاز المناعة في الرئة.
أظهرت الدراسات التي أجريت في الجسم الحي أن نمو الفطريات يُثبط في وجود البيوسيانين. تعتمد آلية عمل مُركّب البيوسيانين كمبيد للفطريات على تنشيط فوسفات ثنائي نيوكليوتيد الأدينين وأميد النيكوتين للحث على سلسلة نشطة من تفاعلات الأكسدة والاختزال تنتج مواد وسيطة من مركّبات الأكسجين التفاعليّة. يسمح هذا لبكتيريا الزائفة الزنجارية بامتلاك مزية تنافسية ويجعلها تهيمن على الكائنات الحية الدقيقة الأخرى في الرئة المصابة بالتليف الكيسي. يؤدّي البيوسيانين أيضًا إلى تضاؤل تركيز الأدينوسين ثلاثي الفوسفات داخل الخلايا ممّا يتسبب في إلحاق المزيد من الضرر بمنظم موصلية التليف الكيسي عبر الغشاء الذي يعاني بالفعل من التليف الكيسي.
تعتمد قنوات منظم موصلية التليف الكيسي عبر الغشاء على الأدينوسين ثلاثي الفوسفات لغرضين رئيسيين إذ يجب أن يتم الارتباط والتحلل المائي للأدينوسين ثلاثي الفوسفات في مجالين من مجالات ربط النيوكليوتيدات للقناة للتنقل بين شكلها المفتوح والمغلق، كما يجب أن تتم فسفرة منظم موصلية التليف الكيسي عبر الغشاء عن طريق كيناز البروتين أ ثنائي التكافؤ حتى يتم تشغيل القناة. يعمل cAMP الذي ينتجه الأدينوسين ثلاثي الفوسفات على تنشيط كيناز البروتين أ ثنائي التكافؤبواسطة، وتتعطل كلتا العمليتين عندما ينضب الأدينوسين ثلاثي الفوسفات بفعل البيوسيانين.

## آليات مقاومة البيوسيانين
تمتلك الديدان الربداء الرشيقة نوعين من ناقلات فسفاتاز ثلاثِي فسفاتِ الأَدينوزين المحددة تسمى pgp-1 وpgp-2 والتي تكون قادرة بشكل فعّال على بثق البيوسيانين من داخل الخلايا بطريقة تعتمد على الطاقة.